# Isfara
Isfara (tadschikisch/russisch Исфара) ist eine Stadt und der Hauptort des gleichnamigen Distrikts in der Provinz Sughd im Norden Tadschikistans. Die im fruchtbaren Ferghanatal und am Fluss Isfara gelegene Stadt ist für den Anbau von Aprikosen bekannt und profitiert als Grenzort vom Handel mit dem Nachbarland Kirgisistan.

## Lage

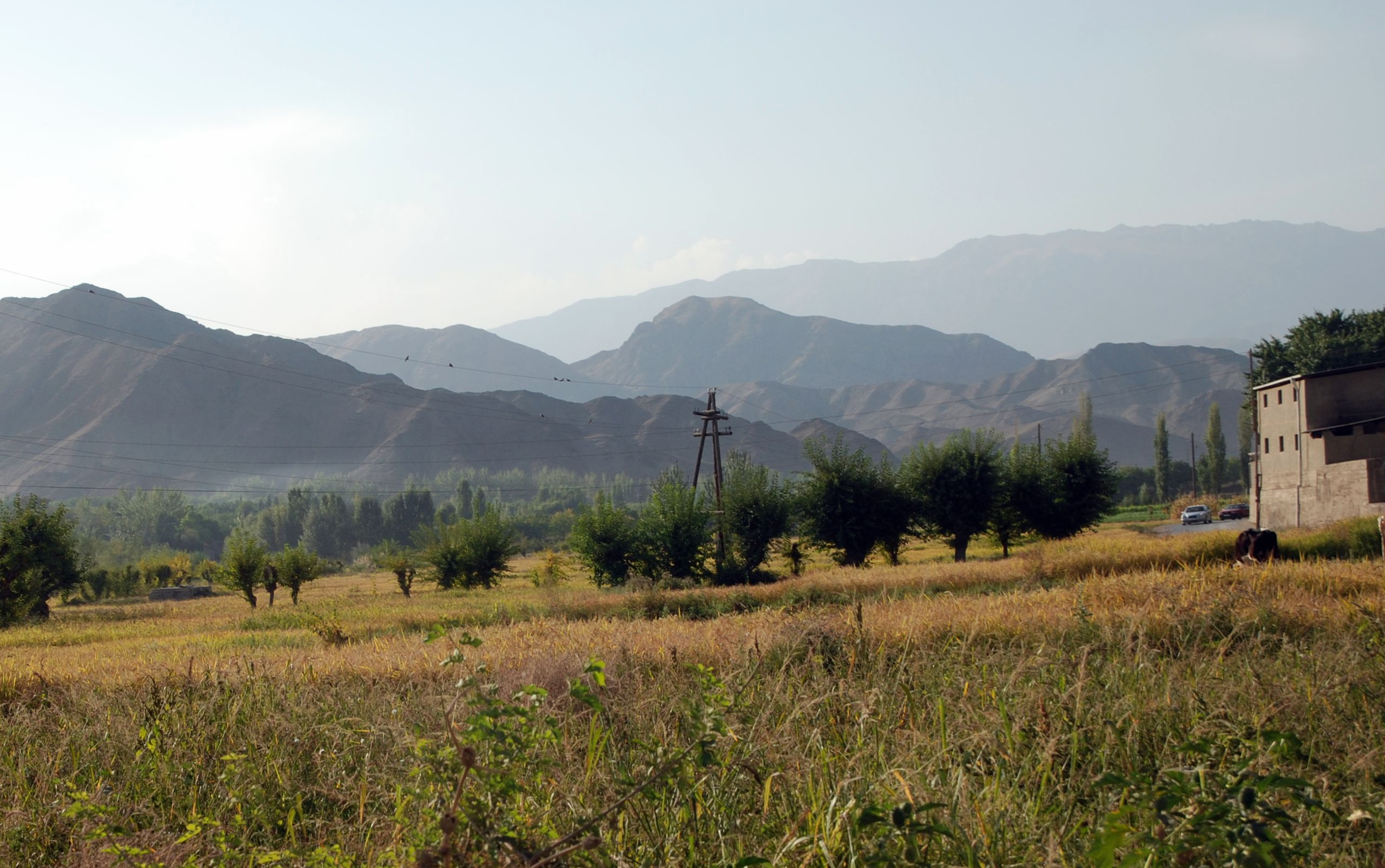
Aprikosenbäume im Isfara-Tal südlich der Stadt Richtung Tschorkuh. Die Berge gehören zu Kirgisistan.

Die Stadt Isfara liegt im südwestlichen Teil des Ferghanatals auf 863 Metern Höhe in einer flachen Senke des Isfara-Flusses. Die Ebene ist auf drei Seiten von felsigen und unbesiedelten Bergen mit spärlichem Grasbewuchs umgeben, die Höhen zwischen 1500 und 2500 Metern erreichen. Am Isfara, der von Norden nach Süden parallel der kirgisischen und – nachdem er die Stadt durchquert hat – entlang der usbekischen Grenze fließt, reihen sich mehrere Dörfer zwischen den Feldern. Das Hauptanbauprodukt in der Umgebung von Isfara sind Aprikosen. 2010 wuchsen auf 6.683 Hektar Fläche Aprikosenbäume. Diese erbringen einen Ertrag von fünf bis acht Tonnen pro Hektar.
Das Isfara-Tal gehört zu den am dichtesten besiedelten Regionen in Zentralasien. Es fehlt jedoch an ausreichend Wasser zur Feldbewässerung. Ein weiteres landwirtschaftlich genutztes Tal erstreckt sich von Isfara an einem Nebenfluss nach Osten. Navgilem ist ein mit Isfara zusammengewachsener östlicher Vorort. Weiter östlich in diesem Tal, das als schmaler, zu Tadschikistan gehörender Streifen zwischen beiden Nachbarländern liegt, folgen die Dörfer Kulkent und Tschilgasi (Chilgazi).

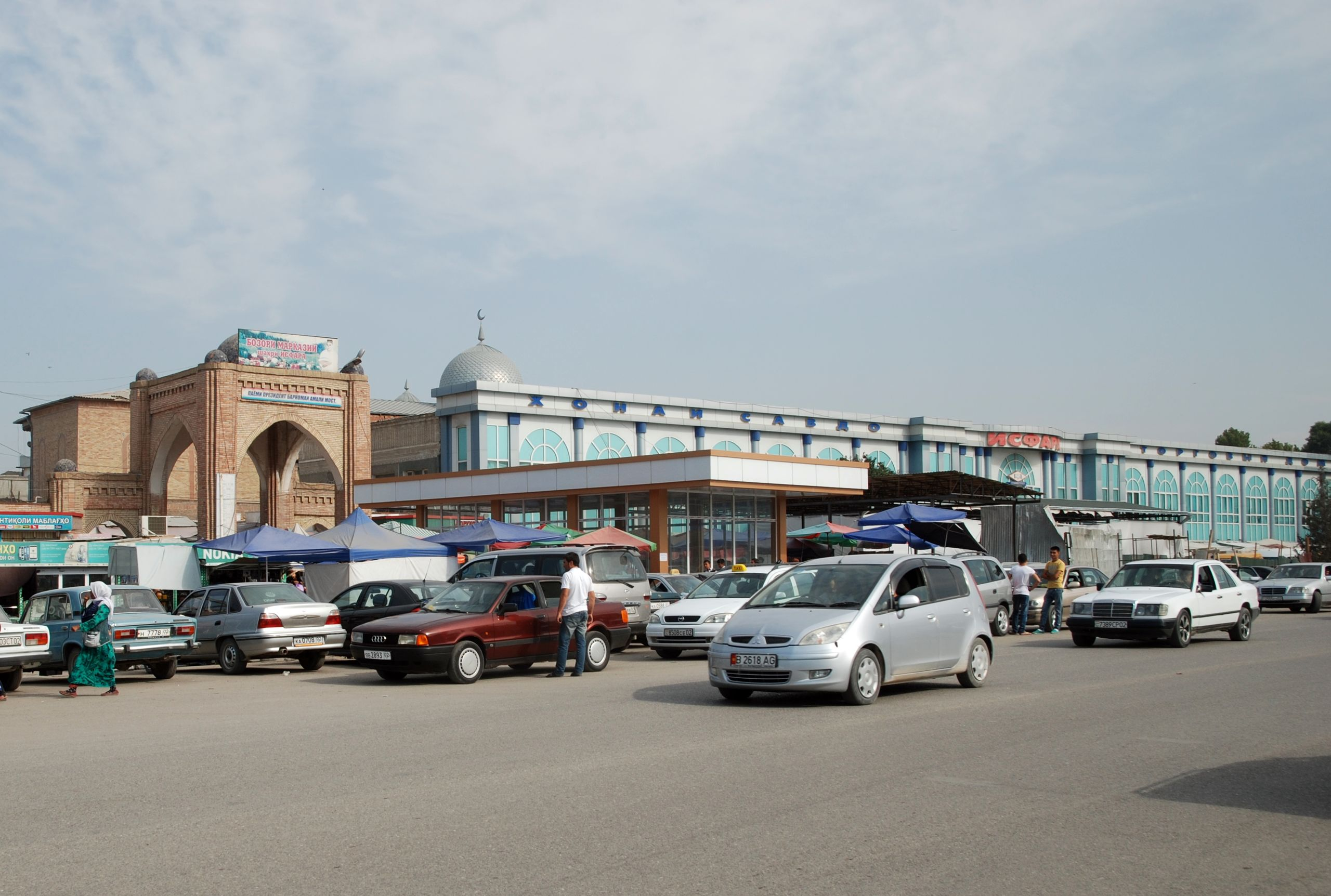
Markt im Zentrum an der Hauptstraße

Isfara ist etwa 90 Kilometer von der Provinzhauptstadt Chudschand entfernt. Von der nordwestlich gelegenen Stadt Konibodom ist Isfara entweder auf einer 28 Kilometer langen direkten Straße mit gutem Asphaltbelag, die durch unbewohntes trockenes Gebiet führt, oder auf einer etwas schlechteren Straße weiter östlich im Isfara-Tal erreichbar. Auf dieser Strecke beträgt die Entfernung nach Chudschand 107 Kilometer. Der Grenzübergang nach Kirgisistan befindet sich wenige Kilometer östlich im kirgisischen Dorf Kyzyl-Bel an der Straße nach Batken. Im Tal des Isfara in südlicher Richtung führt eine Straße nach 20 Kilometern zum Dorf Tschorkuh (Chorku) und weiter zu der in Kirgisistan gelegenen tadschikischen Enklave Woruch (Vorukh).
Der Distrikt (nohiya) Isfara mit einer Fläche von 831,9 Quadratkilometern schließt die Enklave Woruch mit ein. Er grenzt im Norden an den Distrikt Konibodom, im Osten an Usbekistan und im Süden an Kirgisistan. Die neun Subdistrikte (Bezirke, dschamoat) mit einer für 2002 angegebenen Gesamtbevölkerung von 202.600 heißen Kulkent, Navgilem, Chonabod (Khonabad), Lakkon, Tschilgasi (Chilgazi), Surch (Surkh), Tschorku, Woruch und Schahrak.
Die Durchschnittstemperatur des im Sommer trockenen Kontinentalklimas beträgt im Januar −7 °C und im Juli 25 °C. Im Jahresmittel fallen 200 Millimeter Niederschlag.

## Geschichte
In der Umgebung von Isfara wurden am Rand der heutigen landwirtschaftlichen Flächen 70 Kurgane gefunden, die von einer sesshaften bis halbsesshaften Kultur zeugen, die vom 2. Jahrhundert v. Chr. bis in die ersten Jahrhunderte n. Chr. ihre Toten unter Grabhügeln bestattete. Die etwa 50 Zentimeter hohen Kurgane aus Schotter, Kies und Sand mit sechs bis neun Metern Durchmesser wurden im Abstand von fünf bis zehn Metern auf einem Hügel am Talrand angelegt.
Isfara ist eine der ältesten Städte Zentralasiens. Im 7. Jahrhundert lebte hier der Dichter Saifi Isfarangi, dessen auf Tadschikisch verfasstes Werk über 12.000 Zeilen umfasst. Der persische Historiker at-Tabarī (839–923) erwähnt Isfara, das damals Asbara hieß, im Zusammenhang mit den Eroberungen des umayyadischen Feldherrn Qutaiba ibn Muslim (670–715), der 712/3 in das Ferghanatal vordrang, bevor er bei einem Aufstandsversuch gegen den Kalifen von seinen eigenen Truppen ermordet wurde. Die Umayyaden mussten sich in der Folge aus dem Ferghanatal zurückziehen und die einheimischen Sogdier konnten 721 in Teilen ihres Gebietes wieder die Macht übernehmen. Muslimischen Geographen des 9. und 10. Jahrhunderts zufolge trugen wie Asbara auch andere Orte im Ferghanatal sogdische Namen. Hinzu kam eine turkische Bevölkerungsgruppe. Nach den persischen Samaniden folgte im 11. Jahrhundert die turkische Herrscherdynastie der Karachaniden. Aus dem 12. Jahrhundert blieben Gebäude und Grabsteine der Karachaniden erhalten, unter anderem eine 1041 datierte arabische Inschrift in Woruch. Isfara war um diese Zeit eine Handelsstation an der nördlichen Seidenstraße. Die Stadt brachte eine regionale Schule für Bauornamentierung hervor. Aus dem 10. Jahrhundert blieben in der Moschee von Tschorkuh die bedeutendsten mittelalterlichen Holzschnitzereien des Landes erhalten.

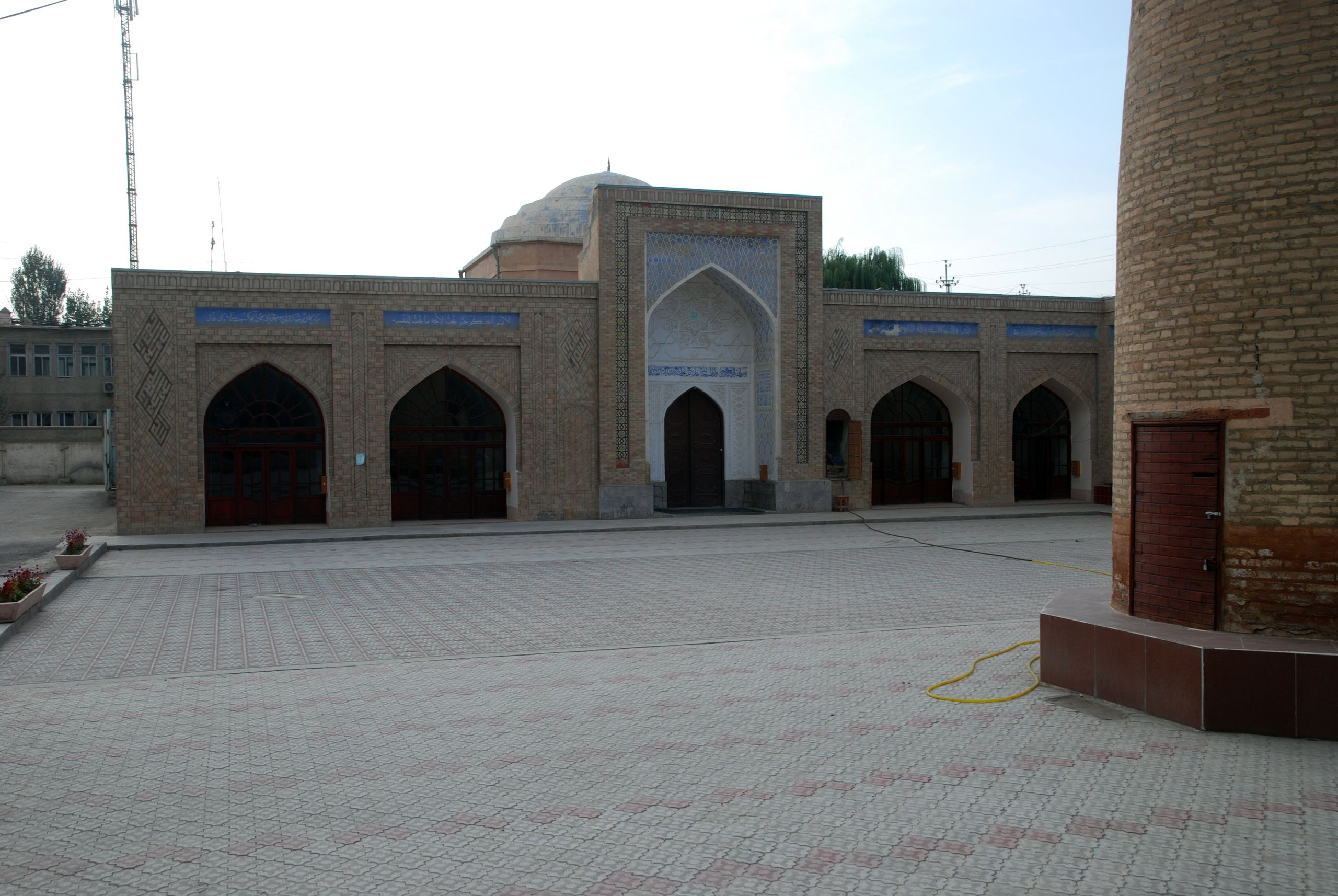
Abdullo-Khan-Moschee aus dem 16. Jahrhundert im Stadtteil Navgilem

Der aus dem Ferghanatal stammende Begründer des Mogulreiches in Indien, Babur (1482–1530), bezeichnete in seinen Lebenserinnerungen (Baburnama) die Bewohner der Region Isfara als Persisch sprechende Sarts (gemeint Tadschiken). Im 16. und 17. Jahrhundert entstanden in der Stadt mehrere Moscheen und Madrasen. In den 1750er Jahren eroberten usbekische Herrscher der Ming im Kampf gegen die chinesische Qing-Dynastie das Ferghanatal. Der lokale Machthaber Erdeni Bey (Irdana Bey) brachte Isfara in den Herrschaftsbereich des expandierenden Khanats Kokand, nachdem sich das Khanat von den zahlreichen inneren Unruhen und Kämpfen mit sämtlichen Nachbarn in den Jahrzehnten zuvor erholt hatte. Durch weitere Kämpfe unter anderem gegen Uroteppa (Istarawschan) erneut geschwächt, musste Erdeni 1758 die Vorherrschaft der Chinesen akzeptieren.
Das Gebiet des heutigen Tadschikistan und Usbekistan wurde 1868 zu einer russischen Kolonie mit neuen Verwaltungsgrenzen. Zur Provinz Ferghana innerhalb des Generalgouvernements Turkestan gehörten nun die Distrikte Andijon, Kokand, Margʻilon, Namangan, Osch, Chust und der Distrikt Chemion, der 1879 in Isfara umbenannt wurde. Geographische, ethnische und sonstige bestehende Strukturen spielten bei der Neueinteilung kaum eine Rolle. Eine 1925 beschlossene Grenzveränderung brachte den Tadschiken die Mehrheit in einer Region Chudschand (heute Sughd) im westlichen Ferghanatal, die neben der Stadt Chudschand aus den Städten Isfara, Konibodom und dem Dorf Ascht weiter im Norden besteht.
Befördert durch russische Einwanderer entwickelte sich das Isfara-Tal ab dem Ende des 19. Jahrhunderts zu einem blühenden landwirtschaftlichen Zentrum. 1953 begann der Ausbau Isfaras zu einem städtischen Zentrum. In den 1950er Jahren wurden landesweit Industriebetriebe errichtet; zu diesem Programm gehörte Anfang der 1960er Jahre in Isfara eine Fabrik für Elektromagneten. Die relativ gut bezahlte Arbeit lockte Migranten aus Russland und der Ukraine an. Ein bedeutender Arbeitgeber war auch das hydrometallurgische Kombinat, das nach seiner Schließung Anfang der 1990er Jahre den Betrieb im Frühjahr 2014 wieder hätte aufnehmen sollen. Die Eröffnung eines Flughafens in Isfara in den 1960er Jahren sollte dem wirtschaftlichen Aufschwung dienen, weil trotz einer 1959 fertiggestellten Bergstraße von Taschkent über Angren nach  Kokand das Ferghanatal noch schlecht erschlossen war. Der Betrieb des Flughafens wurde nach der Unabhängigkeit aus Geldmangel eingestellt.
1989 kam es kurz vor dem Zerfall der Sowjetunion im Ferghanatal zu interethnischen Konflikten. Im Isfara-Distrikt waren drei tadschikische Dörfer betroffen, deren Einwohner sich mit Dorfbewohnern im angrenzenden kirgisischen Batgen-Distrikt um den Besitz von Land und Wasser stritten. Bei den Auseinandersetzungen um 100 Hektar Land in Kirgisistan, die gegen 144 Hektar zu Tadschikistan gehörendes Land ausgetauscht werden sollten, starben mehrere Menschen und Dutzende wurden durch Gewehrkugeln verletzt. Ein für Mai 1991 geplantes Treffen des kirgisischen und des tadschikischen Präsidenten zur Lösung des Grenzkonflikts kam jedoch nicht zustande.
Im Isfaratal gibt es die älteste bekannte Braunkohle-Lagerstätte Zentralasiens, die unter dem Namen Schurab-Depot bekannt ist und von 1902 bis heute ausgebeutet wird. Im Mittelalter wurde die Kohle von Isfara zusammen mit Eisenerz aus Soch eingeschmolzen. Laut historischen Quellen schickte man im 9. Jahrhundert 1330 Eisenbarren aus Isfara an den Kalifen nach Bagdad.
Militante Kämpfer der Islamischen Bewegung Usbekistan (IBU, usbekisch Oʻzbekiston islomiy harakati), von denen einige aus dem Ferghanatal stammen und die Ende der 1990er Jahre in Afghanistan agierten, besaßen in Isfara eine Operationsbasis. Zwei ihrer Mitglieder wurden im Februar 2008 in Isfara verhaftet. Der Anführer dieser Gruppe, Anwar Kayumov, der in seiner Geburtsstadt Isfara Nachwuchs für die IBU anwerben wollte, wurde im Januar 2009 in Kabul festgenommen.
Im September 2022 fanden militärische Auseinandersetzungen im Grenzbereich zwischen Kirgisistan und Tadschikistan statt, bei denen in Isfara ein Bewohner getötet wurde. Isfara wurde zwei Mal von kirgisischen Truppen ballistisch beschossen. Es gab mehrere Verletzte, 11 Personen erlagen später den Folgen des Beschusses.

## Stadtbild

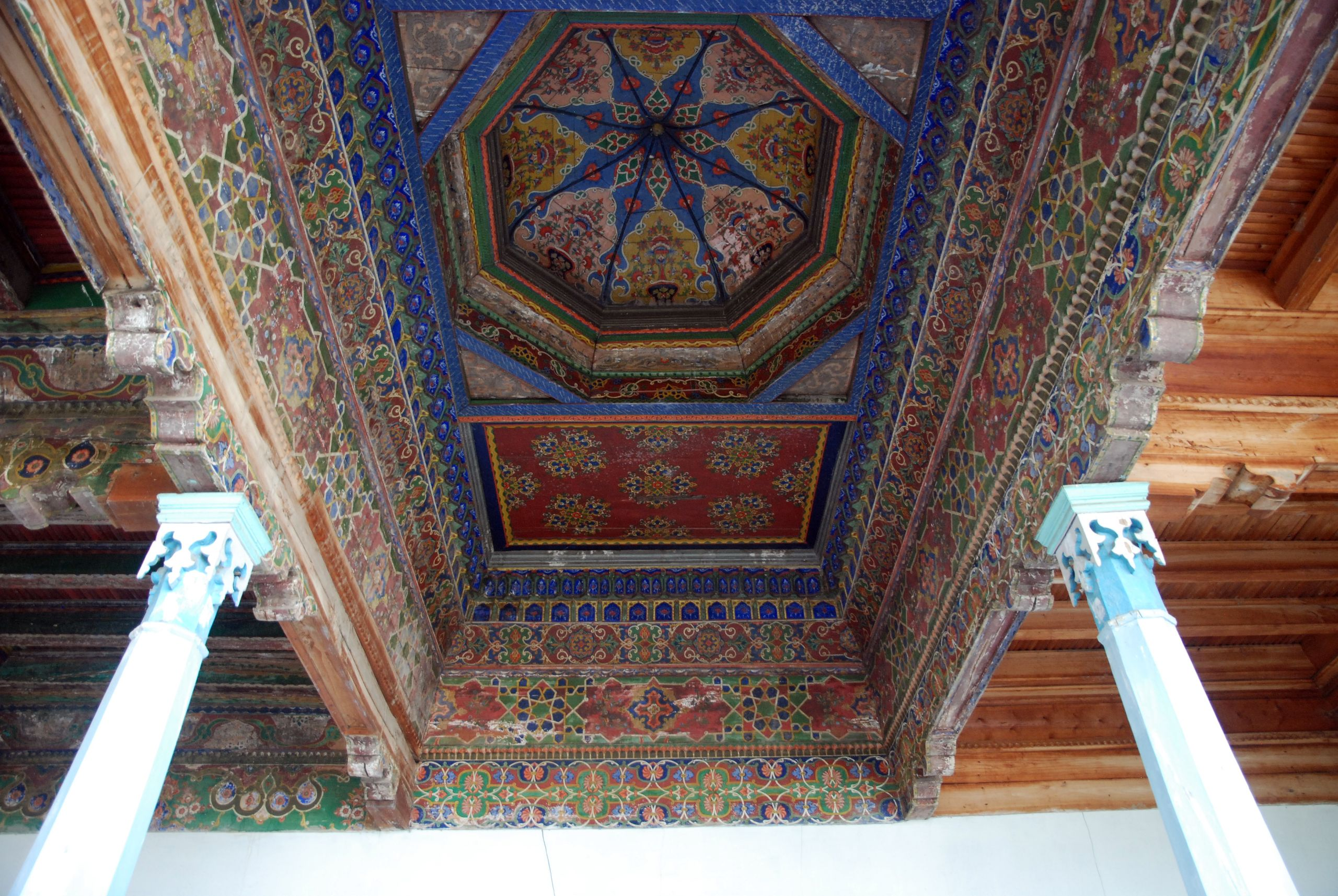
Bemalte Vorhalle einer Moschee aus dem 19. Jahrhundert

Bei der Volkszählung 1989 betrug die Zahl der Einwohner 34.000, bei der Volkszählung 2000 war ihre Zahl auf 37.000 gestiegen. Nach einer Berechnung lebten 40.600 Einwohner im Jahr 2008 in der Stadt.
Das Zentrum der Stadt ist ein großes Kaufhaus mit angrenzendem Markt am Ostufer des Flusses. An den Marktbereich grenzt die Haltestelle für Minibusse (Marschrutkas), die nach Chudschand und in die umliegenden Dörfer fahren. Entlang der nord-südlich parallel zum Fluss verlaufenden Hauptstraße reihen sich einige Restaurants und Ladengeschäfte. Es gibt ein bis zwei einfache Hotels und ein Internet-Café. Nach Westen führt die breite Rudaki-Straße über eine Flussbrücke am Stadtpark, einer Lenin-Statue und modernen Geschäftsgebäuden vorbei zu einem weiteren Park mit einer Somoni-Statue. Von dieser Straße zweigt die direkte Straßenverbindung nach Chudschand ab. Eine zweite Brücke führt im Norden des Stadtzentrums neben den Bahngleisen über den Isfara-Fluss. Der dortige Bahnhof dient dem Güterverkehr. Im Jahr 2008 wurden hier 36.000 Tonnen getrocknete Früchte (überwiegend Aprikosen) und über 4.000 Tonnen Lebensmittelkonserven nach Russland verschickt.
In der Nähe des Minibus-Bahnhofs befindet sich an der Straße ostwärts Richtung Navgilem ein historisches Museum, in dem die Geschichte der Region gezeigt wird. Eine bekannte Sehenswürdigkeit der Stadt ist die Abdullo-Khan-Moschee aus dem 16. Jahrhundert im Stadtteil Navgilem, drei Kilometer vom Zentrum entfernt. Der Usbeke Abdullah Khan (1533–1598) war der letzte Khan der Scheibaniden-Dynastie. Der Besucher gelangt von der Straße durch ein Portal in einen großen Innenhof, in dessen Mitte ein Ziegelminarett aus dem 19. Jahrhundert steht. Die ebenfalls aus Ziegeln errichtete Moschee mit einer Kuppel mittig über dem querrechteckigen Betsaal ist vollständig restauriert. Ihre auf ein zentrales Iwan-artiges Portal ausgerichtete Fassade ist sparsam ornamentiert, der weiß gestrichene Innenraum ist gänzlich schmucklos. Die übrigen Gebäude um den Innenhof beherbergten früher Koranschüler in einer langen Reihe von Kammern. Durch den als Garten angelegten hinteren Bereich des Hofs schlängelt sich ein Bach.
Nur ca. 200 Meter von der Abdullo-Khan-Moschee Richtung Stadtmitte befindet sich ein historisches Gebäude mit einem kleinen Museum. Dessen Veranda ist mit farbigen Schnitzereien verziert.
Einen halben Kilometer östlich vom Zentrum an der Straße nach Navgilem verbirgt sich hinter einer hohen Umfassungsmauer eine Stadtteilmoschee aus dem 19. Jahrhundert mit einem von vier geschnitzten Holzsäulen getragenen offenen Vorraum. Dessen Kassettendecke ist kunstvoll bemalt. Eine solche Gestaltung ist auch für die Holzportiken traditioneller Teehäuser (Tschoichona) charakteristisch. Einige Teehäuser gibt es in den Gassen um die Hodschjon-Moschee in der Altstadt. Die Hodschjon-Moschee aus dem 18. Jahrhundert ist die größte Moschee der Stadt und soll an Freitagen bis zu 10.000 Gläubige aufnehmen können. Ihr Innenhof ist von großen Bäumen bestanden. Die Malereien an den Holzdecken sind sorgfältig restauriert. 1993 wurde ein 30 Meter hohes Minarett errichtet.

## Söhne und Töchter der Stadt
- Erkinchon Rahmatullosoda (* 1953), Diplomat